# Nationalpark El Palmar

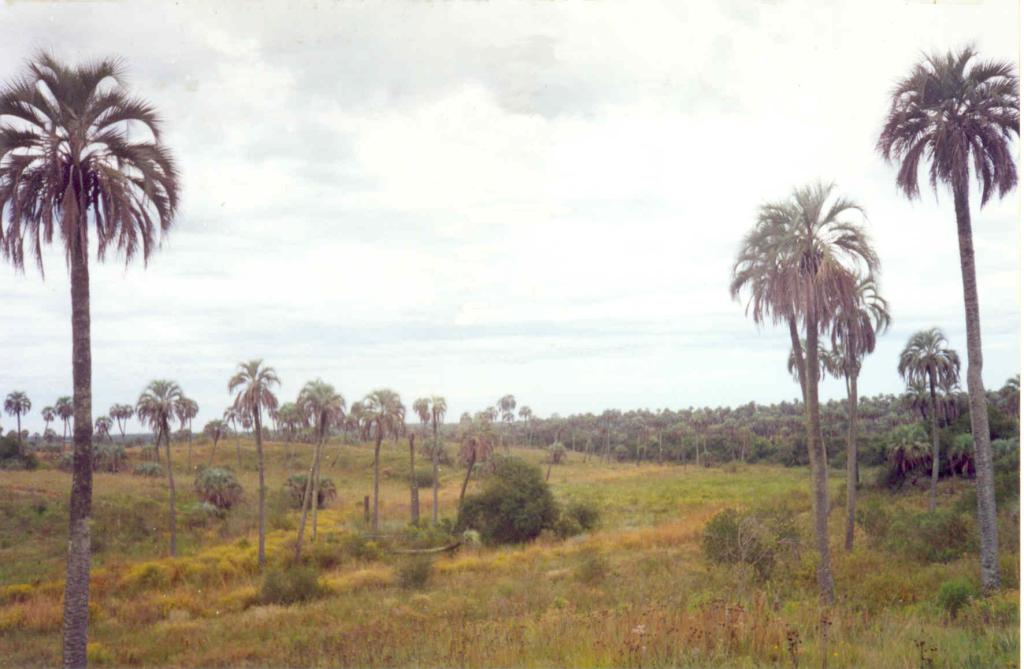
Nationalpark El Palmar

Der Nationalpark El Palmar (Spanisch: Parque Nacional El Palmar) ist ein Nationalpark der IUCN-Kategorie II in der Provinz Entre Rios im Nordosten von Argentinien. Er ist zirka 85 km² groß und liegt halbwegs zwischen den Städten Colón und Concordia am westlichen, rechten Ufer des Uruguay-Flusses.

## Geschichte
Der Nationalpark wurde 1966 eingerichtet, um die charakteristischen Haine mit Beständen der Yatay-Palmen zu schützen. Seit Oktober 1990 sind drei Gebiete des Parks unter absolutem Schutz vor menschlichen Aktivitäten, wie Nutzung, Ackerbau oder Jagd gestellt. Bestände dieser Pflanze sind in den letzten Jahren in ihrem ursprünglichen Verbreitungsgebiet außerhalb des Parks in den Provinzen Chaco, Corrientes und Santa Fe durch exzessive Landwirtschaft und Viehzucht nahezu vollständig verschwunden. 

## Ökosystem
Im Park herrscht ein gemäßigt-feuchtes Savannen-Ökosystem, das im argentinischen Zwischenstromland typisch ist. Dieses System zeichnet sich durch Flecken mit Palmen verschiedener Arten, Grasflächen und kleine Laubholzwälder aus, die jeweils durch ostwärts zum Uruguayfluss entwässernde kleine Flüsse und Bäche unterbrochen werden. Die lokale Tierwelt umfasst unter anderem auch Blauaras, Spechte, Nandus, Viscachas, Capybaras (Wasserschweine), Füchse und andere Spezies.

## Calera de Barquín
Inmitten des Nationalparks befinden sich die Ruinen der Kalkbrennerei Calera de Barquín. Diese wurde ab 1650 von den Jesuiten in den Jesuitenreduktionen der Guaraní bis zu ihrer Entmachtung durch die spanische Krone 1767 betrieben.